# Chingia clavipilosa
Chingia clavipilosa är en kärrbräkenväxtart som beskrevs av Holtt. Chingia clavipilosa ingår i släktet Chingia och familjen Thelypteridaceae. Utöver nominatformen finns också underarten C. c. javanica.